# Tipula (Beringotipula) coloradensis
Tipula (Beringotipula) coloradensis is een tweevleugelige uit de familie langpootmuggen (Tipulidae). De soort komt voor in het Nearctisch gebied.